# Syllsvamp
Syllsvamp eller Syllmussling (Neolentinus lepideus) är en svampart som först beskrevs av Elias Fries, och fick sitt nu gällande namn av Redhead & Ginns 1985. Enligt Catalogue of Life ingår Syllsvamp i släktet Neolentinus,  och familjen Polyporaceae, men enligt Dyntaxa är tillhörigheten istället släktet Neolentinus,  och familjen Gloeophyllaceae. Arten är reproducerande i Sverige. Inga underarter finns listade i Catalogue of Life.
Syllsvampen är vit eller ockrafärgad, fjällig med en efter hand hårdnande fruktkropp, och lever på trävirke i broar och järnvägsyllar. Då de växer i mörker bildar de jättelika hjorthornslika fruktkroppar utan hatt.

## Källor

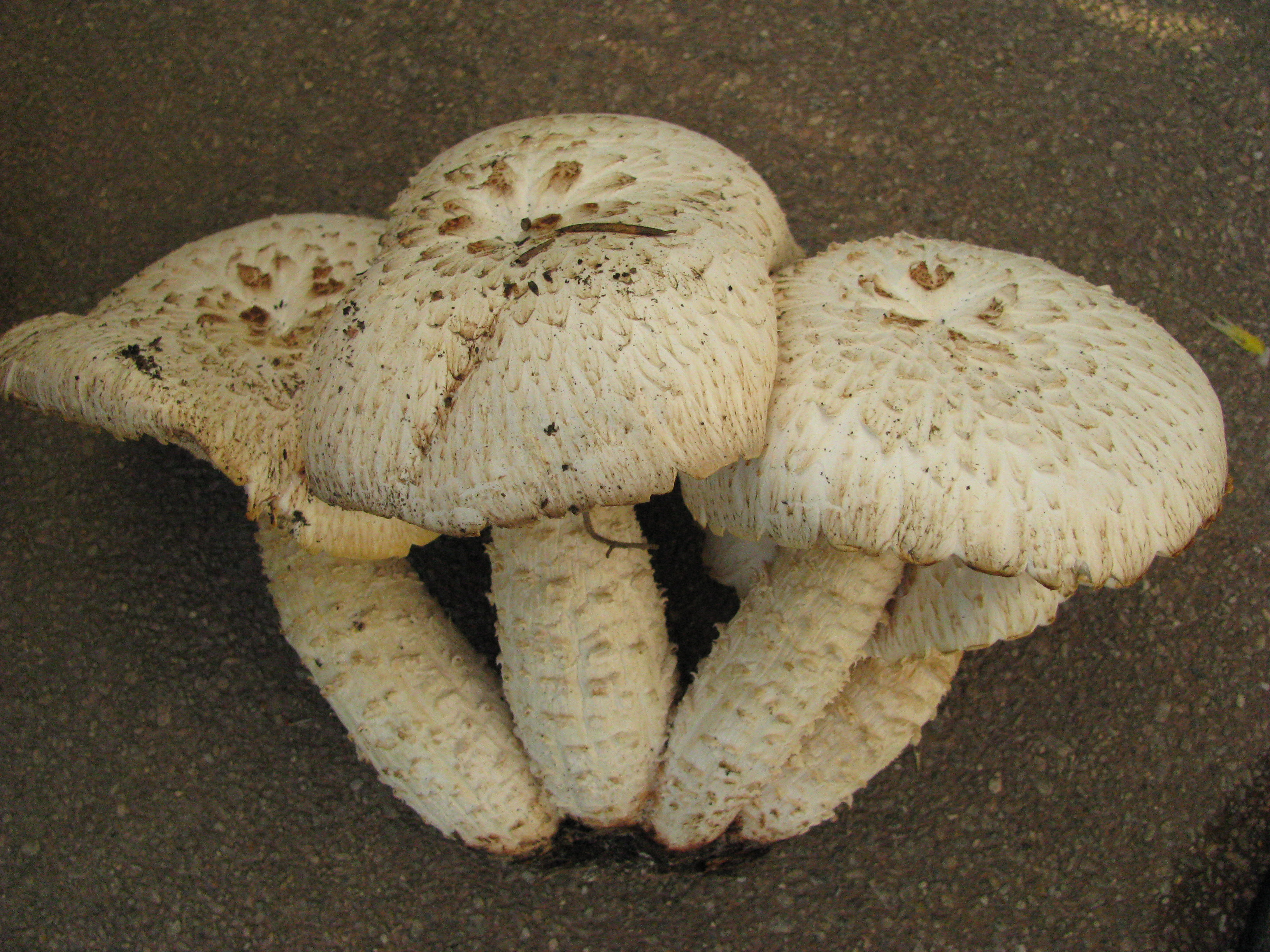
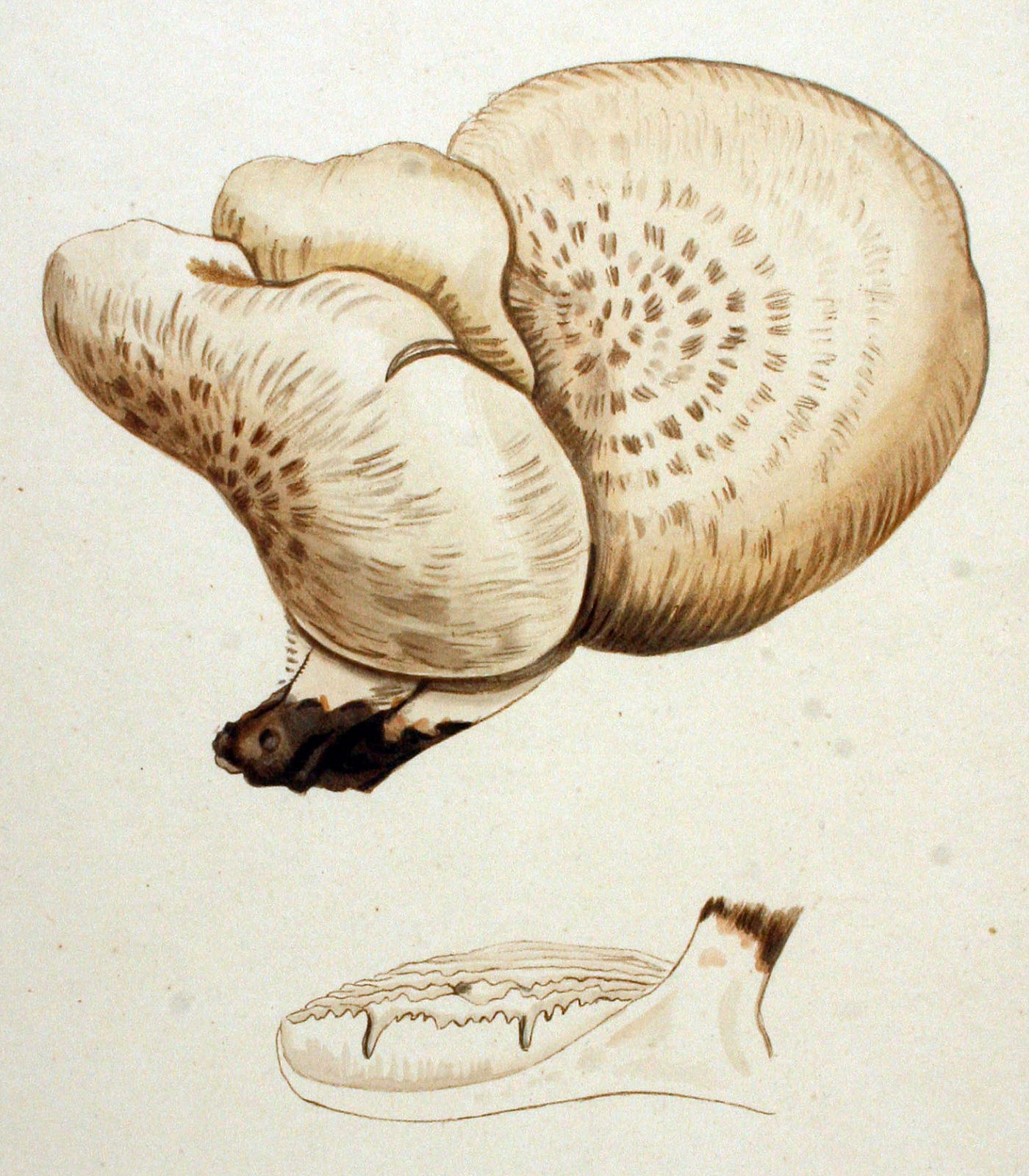